# CO-32
La autovía CO-32 o Circunvalación Oeste de la ciudad de Córdoba es un tramo de autovía que rodea la ciudad de Córdoba por el oeste, dando acceso al Aeropuerto de la ciudad y a los barrios occidentales. En su trazado encontramos infraestructuras como el Puente de Abbas Ibn Firnás.
Esa autovía une la A-4 a la altura del nudo de conexión con la A-45 con la N-437 (Carretera del Aeropuerto) y tiene enlaces con la A-3051 (Carretera de Guadalcázar). La vía se considera incompleta hasta que se amplíe a la vía A-431, la carretera de Palma del Río. El tramo actual fue inaugurado en 2011.
En julio de 2024, el Ministerio de Transportes y la Consejería de Fomento de la Junta de Andalucía han llegado a un acuerdo para construir el tramo que falta. En julio de 2025, ha sido licitado el proyecto por unos 2,34 millones de euros con la prolongación de unos 2 kilómetros a la carretera A-431.
Su construcción y su titularidad es estatal.
| Elemento | Nombre de Salida (sentido Córdoba)/Ver de arriba-abajo | Número de Salida | Nombre de Salida (sentido Badajoz)/Ver de abajo-arriba | Carretera que enlaza |
| -------- | ------------------------------------------------------ | ---------------- | ------------------------------------------------------ | -------------------- |
|          | Córdoba Oeste - Aeropuerto de Córdoba                  |                  | Málaga                                                 | A-45                 |
|          |                                                        | 5                | Badajoz - Sevilla - Granada - Madrid                   | E-5 A-4 N-432        |
|          | Guadalcázar - Polígono Industrial                      | 3                | Polígono Industrial - Guadalcázar                      | A-3051               |
|          | Córdoba (oeste) - Aeropuerto de Córdoba                | Rotonda          | Córdoba (oeste) - Aeropuerto de Córdoba                | N-437                |